# Dystrykt Orange Walk
Dystrykt Orange Walk – dystrykt w północno-zachodniej części Belize, ze stolicą w Orange Walk. Inne miejscowości: Trial Farm, Mango Creek, Guinea Grass, Shipyard oraz San Jose.

## Okręgi wyborcze
W dystrykcie znajdują się cztery okręgi wyborcze: Orange Walk Central, Orange Walk East, Orange Walk North, Orange Walk South.